# Зграда Прве земљорадничке задруге у Азањи
Зграда Прве земљорадничке задруге у Азањи, месту у општини Смедеревска Паланка, подигнута је у периоду ид 1920. до 1927. године за потребе задруге и представља заштићено непокретно културно добро као споменик културе.

## Историјат задруге
Земљорадничка задруга у Азањи основана је 11. априла 1894. године, као друга задруга у Србији, иницијативом Милије Батинића тадашњег председника Азањске општине и Панте Мајсторовића. Основна делатност задруге је пољопривредна производња у ратарству, воћарству, сточарству и др. Некада у време после Другог светског рата па до краја 20. века у саставу задруге организовали су се разни облици предузетништва попут ветеринарске станице, млин, живинарство, трговина и др, која је чинила око 170 стално запослених.

## Изглед зграде
За потребе њеног функционисања подигнута је у центру Азање зграда земљорадничке задруге. У првој фази је саграђен део објекта који данас чини његово приземље, а у другој фази је 1927. године изграђена још једна етажа са поткровљем. У литератури се као пројектант овог здања наводи архитекта Бранислав М. Поповић.
Зграда има сложену основу изведену у облику латиничног слова „Л“. Својим уличним фасадама, зграда прати правце регулационих линија двају улица на чијој се раскрсници налази. Састоји се од подрума изведеног испод југозападног дела објекта, приземља, спрата и поткровља. Изведена у мешовитом конструктивном систему и фундирана на темељима израђеним од камена. Подрумски и приземни део објекта, изведени су у масивном конструктивном систему са носећим зидовима од опеке положене у малтер. Спратни део, који је подигнут у другој фази зидања зграде, изведен је у бондручном конструктивном систему са испуном од опеке и дрвеним гредама које су видне на фасадама. Међуспратна и кровна конструкција су од дрвета. Кров је сложене основе са благим нагибима кровних равни и у поље дубоко препуштеним стрехама, покривен бибер црепом.
Фасаде зграде различито су обрађене према етажама. Приземље је омалтерисано, док је профилација изведена опеком и сконцентрисана око прозора и врата. Приземље је са два пиластра правилно подељено на централно поље са улазом, и бочна са по једним прозором. Спрат је од приземља одвојен подеоним венцем и у целости израђен у бондруку са испуном од жуте фасадне опеке. Ликовност је наглашена извођењем централног „белведера“ у крову.